# 1171年
| 千纪： | 2千纪 |
| 世纪： | 11世纪 \| 12世纪 \| 13世纪                                                                                                 |
| 年代： | 1140年代 \| 1150年代 \| 1160年代 \| 1170年代 \| 1180年代 \| 1190年代 \| 1200年代                                           |
| 年份： | 1166年 \| 1167年 \| 1168年 \| 1169年 \| 1170年 \| 1171年 \| 1172年 \| 1173年 \| 1174年 \| 1175年 \| 1176年                 |
| 纪年： | 辛卯年（兔年）；西夏祐二年；金大定十一年；西辽崇福八年；南宋道七年；大理建德八年；越南政隆寳應九年；日本嘉應三年，承安元年 |

## 大事记
- 法蒂瑪王朝大臣薩拉丁在近衛軍支持下發動政變，推翻法蒂瑪王朝的哈里發阿迪德，建立阿尤布王朝，但仍臣屬贊吉王朝。